# Alison Bartosik
Alison Bartosik (Flagstaff, 20 de abril de 1983) é uma ex-nadadora sincronizada estadunidense, medalhista olímpica.

## Carreira
Alison Bartosik representou seu país nos Jogos Olímpicos de 2004, ganhando a medalha de bronze por equipes, e bronze no dueto com a parceira de Anna Kozlova.